# Meryey
Meryey ou Meghyey (en berbère : ⵎⵔⵢⵢ) est un roi libyen, chef des Libou, qui régna durant la fin du XIIIe siècle avant notre ère.

## Nom
Son nom a été orthographié Meryey, Meghyey ou Meghiey.

## Biographie
Meryey est le fils de Ded,, et Meshken est son frère.
Meryey eut six fils.
Son règne est contemporain de celui du pharaon Mérenptah, lequel finit par défaire Meryey.
Il est mentionné comme étant l’architecte d'une alliance majeure entre son pays, les Mâchaouach, Lukka et les Peuples de la mer, connus sous le nom d'Ekwesh, Teresh, Shekelesh et Sherden. Cette confédération est entrée en guerre contre Mérenptah dans le delta occidental au cours des cinquième et sixième années de son règne.
Meryey est suffisamment « puissant » et organisé pour constituer un danger pour l’Égypte du pharaon Mérenptah, et l’est libyen donnera même une famille de pharaons à l’Égypte au Xe siècle.
À la suite de son alliance avec les peuples de la Mer, ses troupes et ses alliés envahirent l'Égypte lors du cinquième année du règne du pharaon Mérenptah (1209 av. J.-C.). Dans son inscription sur les murs du temple de Karnak et sur la stèle de son temple funéraire, il les décrit comme des adversaires redoutables et est très fier de les avoir vaincus.

## Menace libyenne
La tentative d’invasion du delta par Meryey en l’an 5 du règne de Mérenptah est un événement historique, décrit à Karnak, qui donne des précisions, des noms de personnages, des descriptions, par l’image et les hiéroglyphes, qui ont une valeur historique et ethnographique. 
En l’an 5 de son règne, Mérenptah apprend, à Memphis, que le roi libyen Meryey arrive dans la contrée de Tehenou avec ses archers et une coalition des « Peuples du Nord ». 
Mérenptah rassemble ses troupes et les lance contre l'ennemi un mois après le début de l'invasion. Le combat tourne à l'avantage des Égyptiens ; Meryey parvient à s'enfuir et s'exiler laissant derrière lui ses femmes, ses enfants et son camp aux mains des troupes égyptiennes.
Après sa défaite, Meryey est écarté, et l'un de ses frères prend sa place.

### Source littéraire
La grande inscription de Karnak décrit la scène où Mérenptah reçoit des nouvelles de l'attaque : 

« ... la troisième saison, en disant : « Le misérable chef déchu de Libye, Meryey, fils de Ded, est tombé sur le pays des Tehenu avec ses archers — Sherden, Shekelesh, Ekwesh, Lukka, Teresh. Prenant le meilleur de chaque guerrier et chaque homme de guerre de son pays. Il a amené sa femme et ses enfants — chefs du camp, et a atteint la limite occidentale dans les champs de Perire. » 
« Sa majesté était furieuse contre leur rapport, comme un lion, réunit sa cour et prononça un discours entraînant. Plus tard, il rêva avoir vu Ptah lui tendant une épée et lui disant : « Prends-la et bannis de toi le cœur craintif ».
Quand les archers sortirent, il est écrit, « Amon était avec eux en tant que bouclier ». Après six heures, les neuf archers survivants jetèrent leurs armes, abandonnèrent leurs bagages et leurs tributaires et partirent pour sauver leur vie. Mérenptah déclare qu'il a vaincu l'invasion, tuant 6 000 soldats et faisant 9 000 prisonniers. »

L'inscription décrit en détail l'effondrement émotionnel de Meryey sur le champ de bataille lorsqu'il réalisa que la défaite était imminente.

## Armement
Au combat Meghiey utilisait l'arc en tant qu'arme de tir, et disposait pour ses flèches d'un carquois.